# Mount Bursey
Mount Bursey ist ein 2787 m hoher, ausladender und vereister Berg im westantarktischen Marie-Byrd-Land. Er bildet das östliche Ende der Flood Range.
Das Bergmassiv des Mount Bursey wird aus zwei miteinander verschmolzenen Schildvulkanen aufgebaut, dem Hutt Peak im Osten, mit 2787 m der höchste Gipfel des Bergmassivs, sowie dem Koerner Bluff (2453 m) im Westen. Mount Bursey entstand vor ungefähr 10 Mio. Jahren; die vulkanische Tätigkeit hielt bis ins Pleistozän an. Die jüngsten datierten Gesteine weisen ein Alter von 0,49 Mio. Jahren auf.
Der United States Geological Survey kartierte den Berg anhand eigener Vermessungen und Luftaufnahmen der United States Navy aus den Jahren von 1959 bis 1966. Das Advisory Committee on Antarctic Names benannte ihn 1947 nach Jacob Bursey (1903–1980), Teilnehmer an der Byrd Antarctic Expedition (1928–1930) und Hundeschlittenführer während der United States Antarctic Service Expedition (1939–1941), bei der er im Dezember 1940 das westliche Ende der Flood Range erreichte.